# Coop Sverige
Coop Sverige AB (CSAB) er en svensk dagligvarekoncern og en del af Kooperativa Förbundet, som har ansvaret for Coop i Sverige. Virksomheden varetager indkøb, udvikling og markedsføring af Coop-butikkerne.
Butikkerne ejes af brugsforeninger. Virksomheden Coop Butiker & Stormarknader ejes af Konsumentföreningen Stockholm. Coop (samlet set) havde i 2017 en markedsandel på 19 % af svensk dagligvarehandel.
Coop Sverige begyndte indførelsen af et nyt butikskædekoncept i 2015, hvilket inddeler virksomheden i 3 dagligvarekæder. Det omfatter butikskæderne Coop (supermarkedskæde), Stora Coop (supermarkedskæde med store butikker) og X:-tra (discountbutikskæde).